# Tiny C Compiler
Tiny C Compiler (TCC) – mały, szybki kompilator języka C dla architektur x86 oraz x86-64, wydany na licencji LGPL.

## Cechy
Kompilator TCC jest bardzo mały – zajmuje (będąc kompletnym pakietem, zawierającym preprocesor i konsolidator) ok. 100 kB – i szybki – według danych ze strony programu, osiąga nawet od trzykrotnie do dziewięciokrotnie krótszy czas kompilacji niż GCC. Obecnie nie jest w pełni zgodny ze standardem ISO C99, ale autor programu zapewnia, że zbliża się do zgodności. Jako demonstracja siły kompilatora, na jego stronie internetowej zamieszczony jest program TCCBOOT, który ładuje jądro Linuksa wprost z kodu źródłowego (co, według autora, ma zajmować mniej niż 15 sekund na komputerze z procesorem Pentium 4 2,4 GHz).
TCC posiada kilka ciekawych cech, do których należy opcjonalne włączanie sprawdzania indeksów tablic i odwołań do pamięci. Po dodaniu na początku kodu źródłowego wiersza #!/usr/local/bin/tcc -run można uruchamiać programy bezpośrednio ze źródła, jak w językach skryptowych. Biblioteka libtcc może służyć do dynamicznej generacji kodu.